# 西之坊
西之坊（にしのぼう）は、大阪府大阪市住吉区にある真言宗御室派の寺院。

## 由緒
創建は弘法大師と伝えられている。
大坂の陣で焼失後、1615年頃に長尊大僧正が再建したと言われている。
金神堂では方違いの神である「金神」を祀っている。
神仏習合の影響をうかがわせる仏像が伝来しており、中世以降、道教や陰陽道などの様々な信仰を習合したものと思われる。

## 交通
- 南海高野線住吉東駅から徒歩5分